# Біла Вежа
Біла Вежа або Саркел — фортеця, збудована у 834–837 рр. в районі теперішнього Цимлянська візантійськими інженерами на чолі з Петроною Каматиром на прохання уряду Хозарії — для боротьби проти кочівників-угорців.
Після розгрому Хозарії Великим князем київським Святославом Ігоровичем 965 року місто отримало слов'янську назву Біла Вежа. У цей час слов'янська колонізація поширилася по річках Дон і Сіверський Донець.
На початку XII ст. через підсилення половецького натиску становище Білої Вежі погіршилося. 1117 року половці зруйнували місто і примусили його мешканців (переважно слов'ян, печенігів і торків) відійти на Русь.
Рештки Саркелу — Білої Вежі розташовані на дні Цимлянського водосховища, збудованого в 1952 році.
Фортеця мала вигляд видовженого цегляного чотирикутника (180 м x 120 м). Її мури (товщина — 3,75 м, висота — не менше 10 м) були підсилені баштовими виступами та масивними наріжними вежами. Планування фортеці (найімовірніше, візантійське) вирізняється рідкісною геометричною правильністю. Будівельна ж техніка — місцева, доволі примітивна. Мури зводилися без фундаменту, на рідкому розчині вапна з додаванням піску.
У XVIII ст. донські козаки використовували цеглу з мурів фортеці для своїх споруд, завдяки чому вона збереглася до наших днів.

## Історія
Хозарська фортеця Саркел була побудована на Дону в першій половині Х століття. Це був період розквіту Хазарської держави. Але на західних кордонах Хазарії з'явилися у цього народу могутні вороги — це були і угорці, які прийшли в цей період у Великий Степ із Сибіру, а разом з ними посилилися і повстали проти хозарів їхні колишні данники — русини, предки сучасних українців. 839-го року, з європейських анналів, ми дізнаємося перший раз про існування Руського Каганату на просторах сучасної України, і в той же самий час, у 834—837 рр., хозарські правителі звертаються до імператора Візантії з проханням, прислати їм візантійських інженерів, для будівництва фортеці на Дону. Прибулі майстри, на чолі з Петроною Каматиром, і збудували цей форпост на кордоні Хазарії з Руською землею. Годящого каменю для будівництва на берегах Дону не було, тому візантійці робили цеглу з вапняку, і з тієї цегли будували мури та башти Саркелу. Подробиці про будівництво фортеці відомі нам з праці візантійського імператора Х ст. Костянтина Багрянородного «Про управління імперією», яка є справжньою енциклопедією своєї епохи. Наводиться у цьому трактаті і переклад з хозарської мови назви Саркелу, як «Біла оселя», але перевірити, наскільки це правильно, ми не можемо. Хозарська мова не зоставила після себе писемних пам'яток, і залишилася невідомою для сучасних дослідників. Вважається, що хозари були тюрками, а в тюркських мовах «сар» означає «жовтий», тому деякі історики перекладають назву міста як «жовта фортеця». Однак відомо, що фортечні мури будувалися з білої цегли, і в руських джерелах згадується вона як «Біла Вежа», але археологи в наші часи дізналися, що насправді було дві фортеці, на протилежних берегах Дону, одна з білої, а друга з жовтої цегли, і таким чином свідчення про «різнокольорові» назви поселення згоджуються одне з одним.

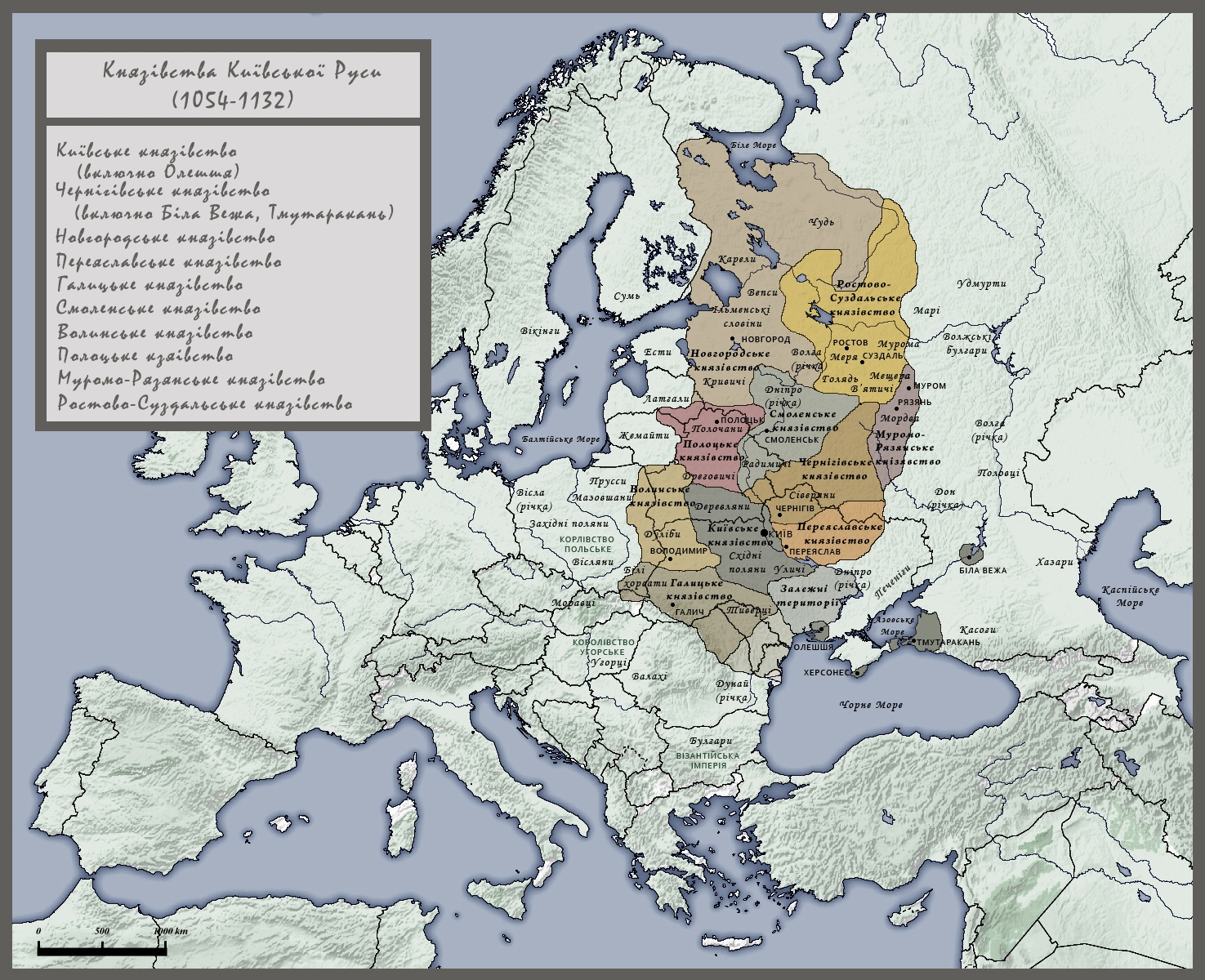
Біла Вежа на мапі Київської Русі.

Таким чином, з постанням Саркелу, хозари могли сподіватися на те, що їхні західні кордони будуть надійно захищеними від нападів русинів та угорців, але 965-го року київський князь Святослав Хоробрий завдав нищівного удару Хазарській державі, знищивши саму Хазарію, а її західний форпост перетворивши у найсхіднішу воєнну базу Київської Русі у Великому Степу. З цього часу розпочинається «руський» період історії Саркелу — Білої Вежі.
Як і раніше, головними захисними спорудами міста залишаються вежі та мури, які збудували свого часу інженери-візантійці. Завдяки своїм величним та могутнім баштам отримала фортеця своє нове слов'янське ім'я — Біла Вежа. У середині фортеці розміщався воєнний гарнізон, який складався як із русинів, так і з місцевих тюркських народів — печенігів і торків. Жили мешканці міста у білених глинобитних оселях. Був у Білій Вежі і свій християнський храм, залишки якого були знайдені археологами під час розкопок. А на стіні київського Софійського собору зберігся напис ХІ століття, у якому згадується «Тятькюш, попин біловезький». Ці написи-графіті залишали тодішні парафіяни під час довгої церковної служби. Згаданий напис цікавий для дослідників тим, що в ньому пересікаються слов'янські та тюркські слова, що свідчить про стійкий процес етногенезу, що відбувався тоді в далекому форпості Київської Русі на Дону.
Біла Вежа була у цей час важливою перевалочною базою Давньокиївської Держави у її намаганнях утримати за собою контроль над Великим Степом. Степовим простором цієї землі володіли тоді нові небезпечні для Русі кочовики — половці. Пересуватися «полем» руські вояки уже не могли, потрапляючи під час походів у пастки, що влаштовували для них мобільні половецькі загони. Тому єдиним шляхом сполучення у степу для руських дружин залишалися річки, і на сході від руського кордону такою річкою був Дон, витоки якого знаходилися на руській території. З верхів'їв річки князівські дружини спускалися до Білої Вежі, звідки, після тривалого відпочинку, рушили далі, до гирла Дону. З гирла, Азовським морем, вони потрапляли до Тмуторокані, а в Тмуторокані місцева влада уважно стежила за всіма процесами, що відбувалися у східному районі Великого Степу, у Криму, та на Північному Кавказі. Тому не даремно, що в адміністративному плані Біла Вежа підпорядковувалася саме Тмутороканському князівству, так само як і руський плацдарм в усті Дону — клаптик землі, відвойований у кочовиків русинами, там де знаходяться тепер сучасні Ростов та Азов.
Але ворожнеча та суперечки поміж руськими князями, призвели до того, що Київська держава почала стрімко втрачати контроль над своїми степовими анклавами, віддаючи перемогу у кривавій боротьбі своїм ворогам-половцям. 1103-го року Володимир Мономах був змушений вивести з Білої Вежі значний контингент печенігів і торків, яких розселив на Чернігівських землях. А 1117-го року місто повністю покинув його гарнізон, разом з усіма місцевими жителями, які назавжди перебралися з небезпечного степу. Біла Вежа обезлюдніла, і половці, які боялися штурмувати могутню фортецю, увійшли в місто без бою. Вони відразу зруйнували міські мури та башти, бо самі до осілого життя були не пристосовані, а разом з тим вельми побоювалися, що руські вояки зможуть ще колись повернутися до Білої Вежі. Так зникла зі світової історії велична руська фортеця на Дону.
Майже одночасно з Білою Вежею настав кінець і іншим руським володінням у Великому Степу. Спочатку Тмутороканське князівство утратило свої землі в гирлі Дону, а незабаром і саме загинуло під постійним натиском з одного боку половців, а з іншого — візантійських греків.
Залишки руїн Білої Вежі проіснували до ХІХ століття, коли їх остаточно знищили донські козаки, використовуючи цегли з мурів фортеці для будівництва своїх домівок. Тоді ж розпочалися і археологічні розшуки на Дону. Російські дослідники викупляли у козаків старовинну цеглу, і виявилося, що на цеглинах збереглося безліч дивовижних письмен — незрозумілих знаків, які історики не змогли розшифрувати і дотепер.
На жаль, археологічне дослідження Білої Вежі назавжди припинилося 1952-го року. В цьому році, за сталінським наказом, розпочалося будівництво Цимлянського водосховища, і територія колишньої руської фортеці навіки зникла на дні широкого Дону, який, за волею людини, покинув свої колишні береги. В наші часи стало зрозуміло, що будівництво цього водосховища було помилкою, адже завдяки йому сильно змінився гідрологічний режим Азовського моря, яке після цього стало повільно вмирати. Одним з наслідків цієї екологічної катастрофи стало і зникнення з поверхні суші останніх слідів Білої Вежі.

## Література

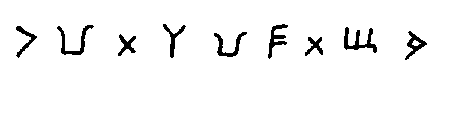
Одна з багатьох письмен знайдених у Білій Вежі. В цьому документі вперше зафіксована літера «Щ».